# Corinne Griffith
Corinne Griffith, née Corinne Mae Griffin le 21 novembre 1894 à Texarkana (Texas), et morte le 13 juillet 1979 à Santa Monica (Californie), est une actrice et productrice américaine.

## Biographie
Surnommée l'« orchidée de l'écran », elle compte parmi les actrices les plus populaires du cinéma muet dans les années 1920. À partir de 1930, l'arrivée du parlant met fin à sa carrière. Corinne Griffith devient alors écrivain à succès, auteur de onze livres dont deux best-sellers.
Corinne Griffith n'a aucun lien de parenté avec le réalisateur David W. Griffith. Elle fut mariée quatre fois.
Elle a été crématisée et ses cendres répandues dans l'océan pacifique.

## Filmographie

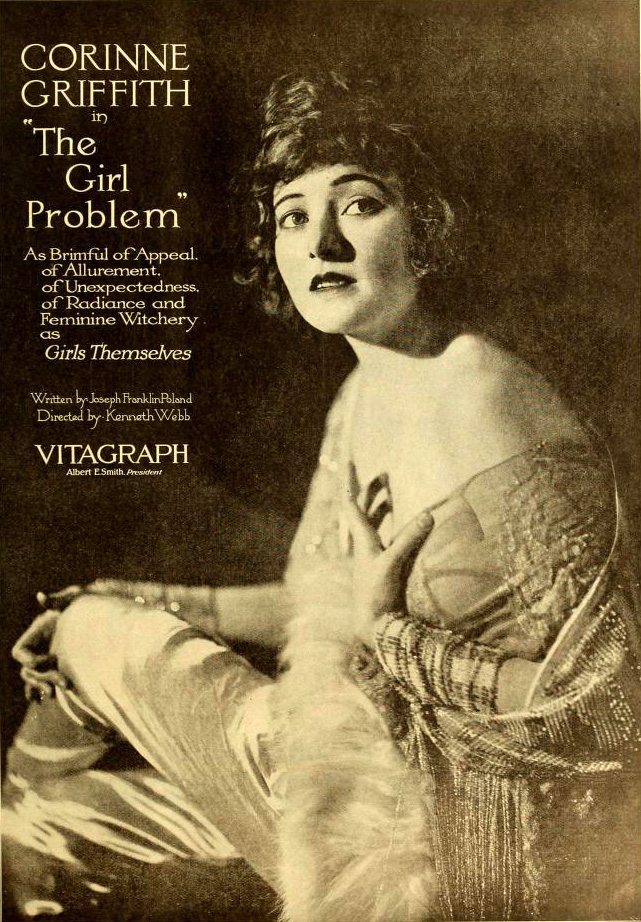
The Girl Problem (1919)

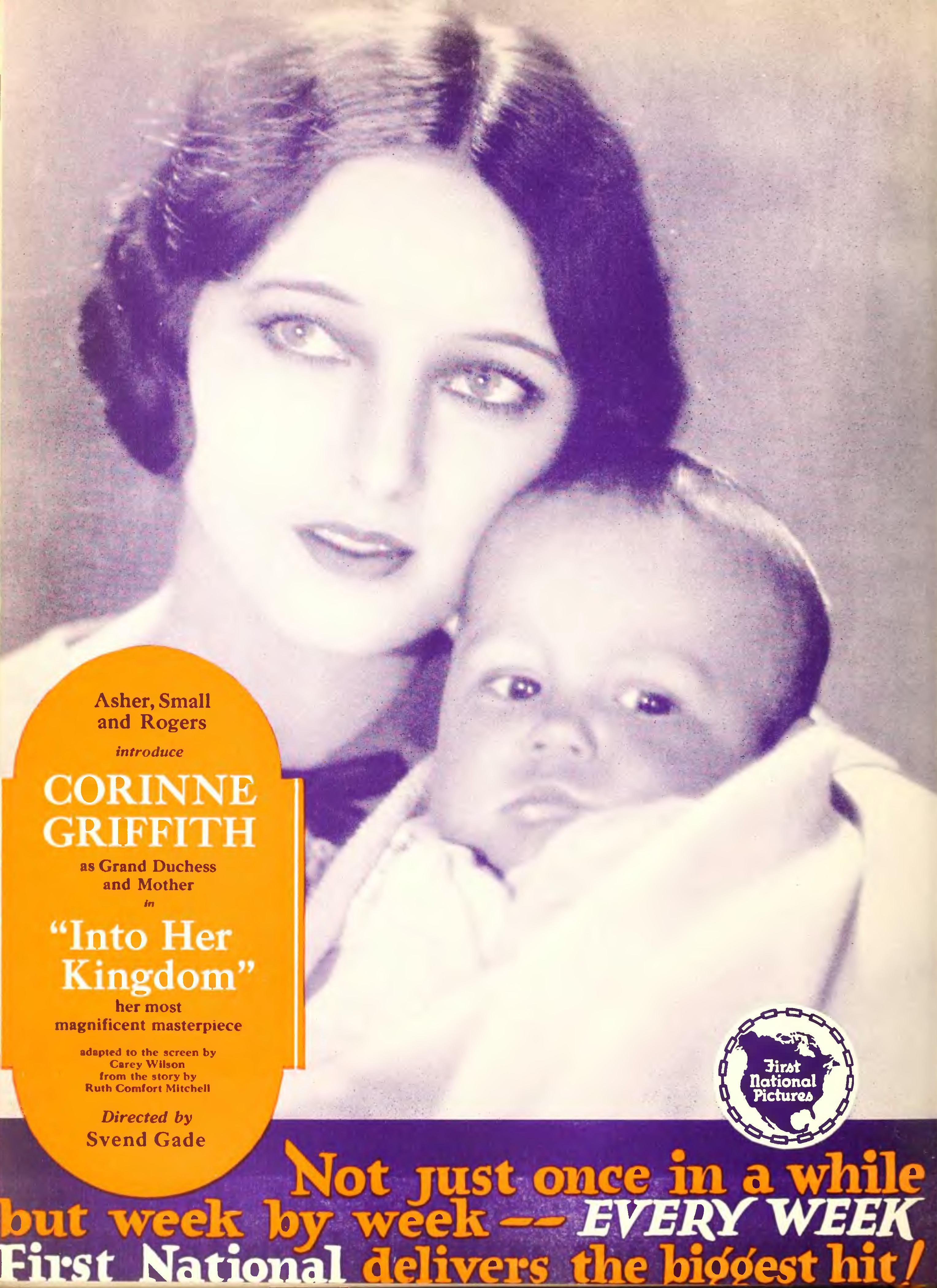
Into Her Kingdom (1926).

- 1916 : Bitter Sweet
- 1916 : La Paloma : Stella
- 1916 : When Hubby Forgot
- 1916 : Sin's Penalty
- 1916 : Miss Adventure
- 1916 : The Cost of High Living
- 1916 : The Rich Idler
- 1916 : Ashes (it)
- 1916 : The Waters of Lethe : Joyce Denton
- 1916 : The Yellow Girl : Corinne
- 1916 : A Fool and His Friend
- 1916 : Through the Wall : Pussy Wimott
- 1916 : The Last man : Lorna
- 1916 : His Wife's Allowance
- 1917 : The Mystery of Lake Lethe
- 1917 : The Stolen Treaty (film, 1917) (en) de Paul Scardon : Irene Mitchell
- 1917 : Transgression : Marion Hayward
- 1917 : Le Docteur Amour (The Love Doctor) de Melville W. Brown : Blanche Hildreth
- 1917 : I Will Repay (en) de William P. S. Earle : Virginia Rodney
- 1917 : Who Goes There? : Karen Girard
- 1918 : The Menace : Virginia Denton
- 1918 : Love Watches : Jacqueline Cartaret
- 1918 : The Clutch of Circumstance : Ruth Lawson
- 1918 : The Girl of Today : Leslie Selden
- 1918 : Miss Ambition : Marta
- 1919 : The Adventure Shop : Phyllis Blake
- 1919 : The Girl Problem : Erminie Foster
- 1919 : The Unknown Quantity : Mary Boyne
- 1919 : Thin Ice, de Thomas R. Mills : Alice Winton
- 1919 : A Girl at Bay : Mary Allen
- 1919 : The Bramble Bush : Kaly Dial
- 1919 : The Climbers : Blanche Sterling
- 1920 : The Tower of Jewels : Emily Cottrell
- 1920 : Human Collateral : Patricia Langdon
- 1920 : Deadline at Eleven : Helen Stevens
- 1920 : The Garter Girl : Rosalie Ray
- 1920 : Babs, de Edward H. Griffith : Barbara Marvin
- 1920 : The Whisper Market : Erminie North
- 1920 : The Broadway Bubble : Adrienne Landreth / Drina Lynn
- 1921 : It Isn't Being Done This Season : Marcia Ventnor
- 1921 : What's Your Reputation Worth? : Cara Deene
- 1921 : Moral Fibre : Marion Wolcott
- 1921 : The Single Track : Janette Gildersleeve
- 1922 : Received Payment : Celia Hughes
- 1922 : Island Wives : Elsa Melton
- 1922 : A Virgin's Sacrifice : Althea Sherrill
- 1922 : Divorce Coupons : Linda Catherton
- 1923 : The Common Law : Valerie West
- 1923 : Six Days : Laline Kingston
- 1923 : Black Oxen : Madame Zatianny / Mary Ogden
- 1924 : Lilies of the Field de John Francis Dillon : Mildred Harker
- 1924 : Les Solitaires (Single Wives) de George Archainbaud : Betty Jordan
- 1924 : Love's Wilderness : Linda Lou Heath
- 1925 : Déclassée : Lady Heelen Haden
- 1925 : The Marriage Whirl : Marian Hale
- 1925 : Classified : Babs Comet
- 1925 : Le sultan blanc (Infatuation) : Violet Bancroft
- 1926 : Mademoiselle Modiste : Fifi
- 1926 : Into Her Kingdom : Grand Duchess Tatiana (at 12 and 20)
- 1926 : La Reine du jazz (Syncopating Sue) de Richard Wallace : Susan Adams
- 1927 : The Lady in Ermine de James Flood : Mariana Beltrami
- 1927 : Three Hours : Madeline Durkin
- 1928 : The Garden of Eden : Toni LeBrun
- 1928 : Outcast : Miriam
- 1929 : Saturday's Children : Bobby Halevy
- 1929 : The Divine Lady de Frank Lloyd : Lady Emma Hart Hamilton
- 1929 : Prisoners : Riza Riga
- 1930 : Lilies of the Field d'Alexander Korda : Mildred Harker
- 1930 : Back Pay : Hester Bevins
- 1932 : Lily Christine : Lily Christine Summerset
- 1962 : Paradise Alley de Hugo Haas : Mrs. Wilson

## Galerie

Corinne Griffith photographiée par Alfred Cheney Johnston
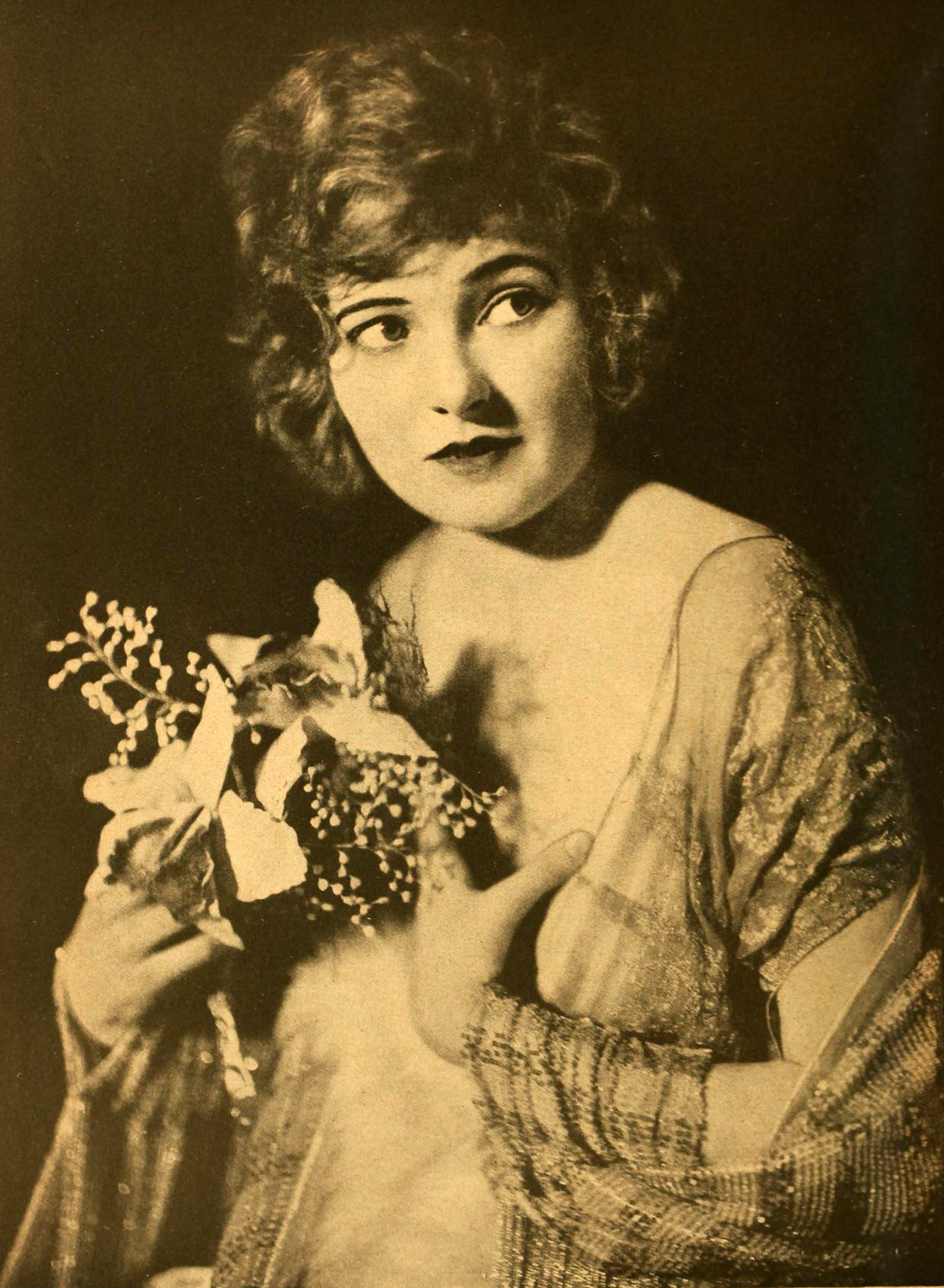
Photoplay (1919)
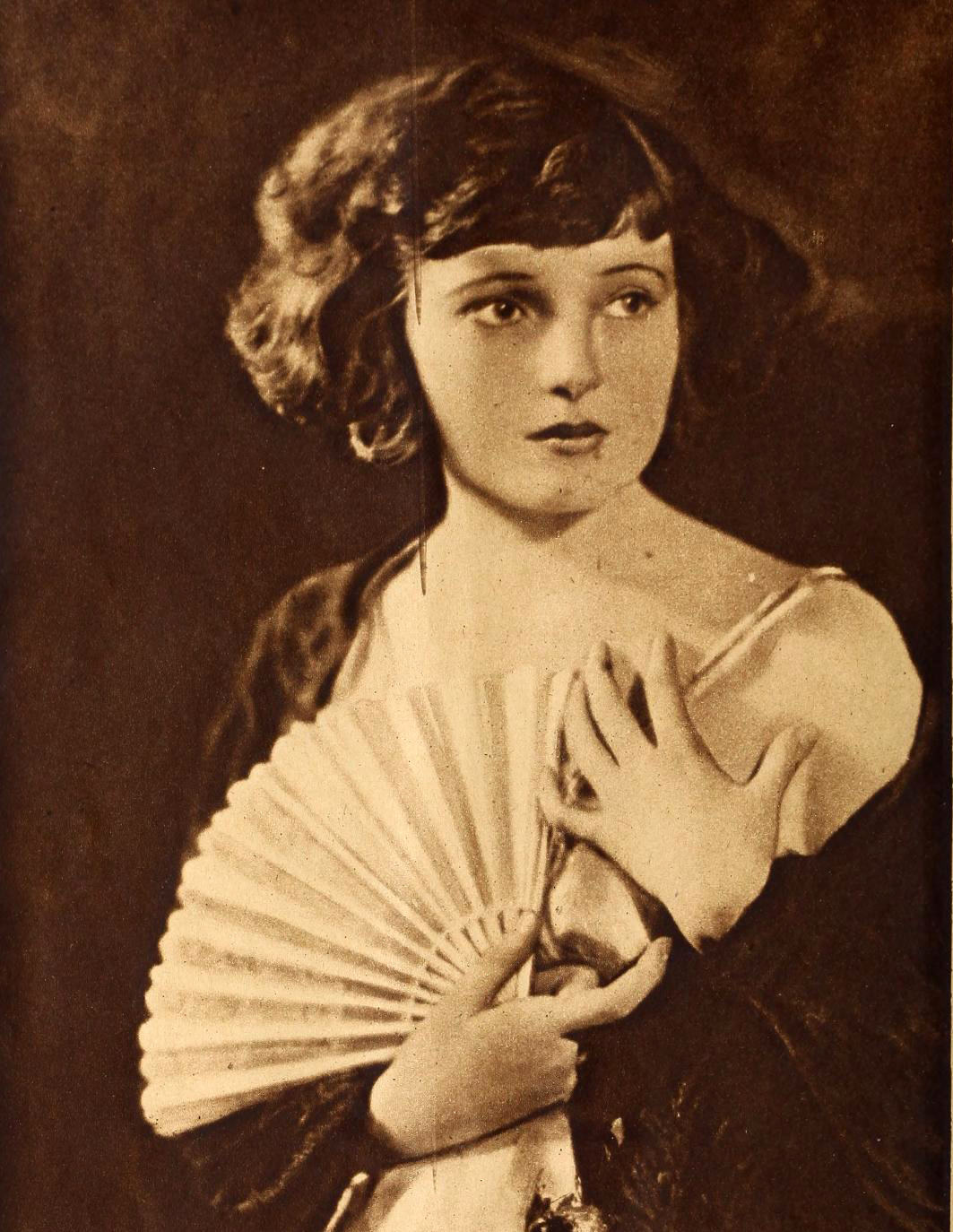
Picture Play (1920)
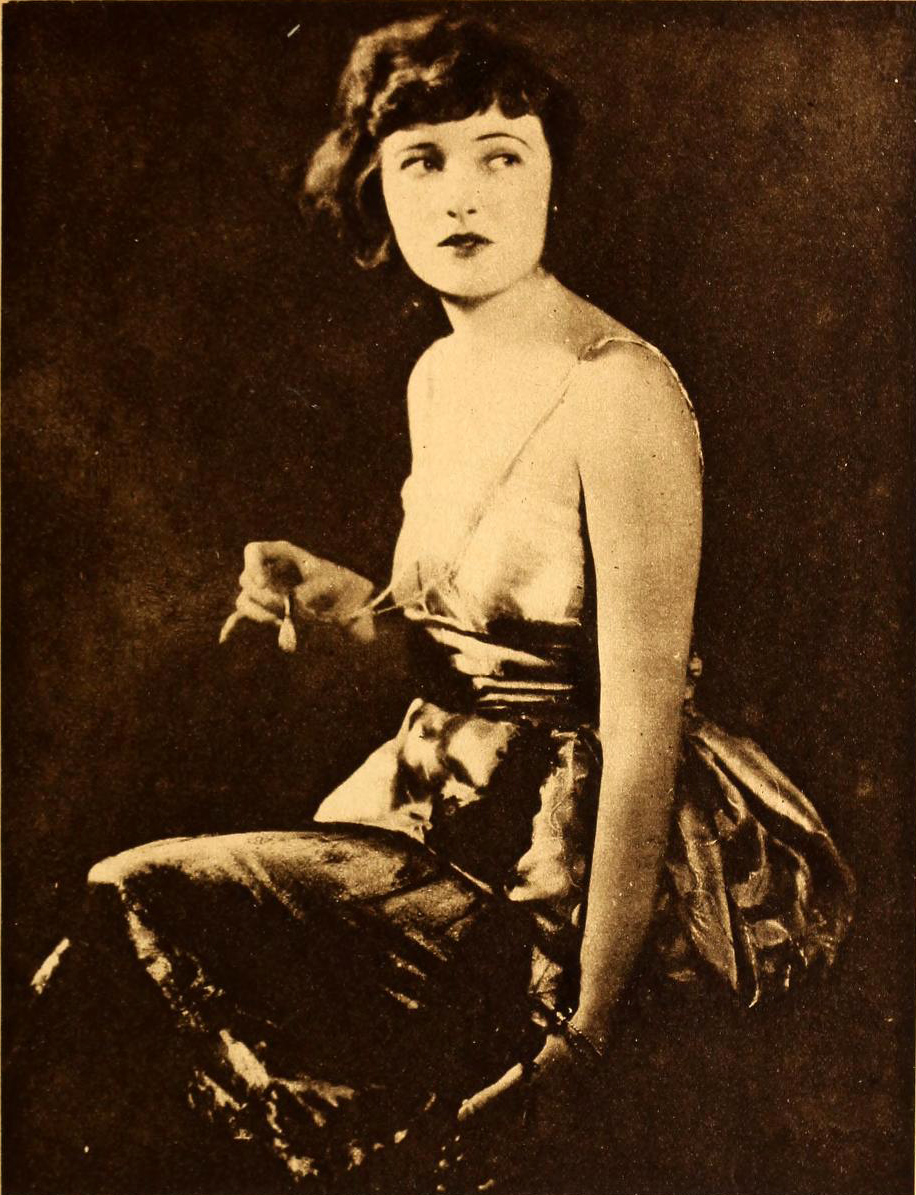
Motion Picture Magazine (1920)
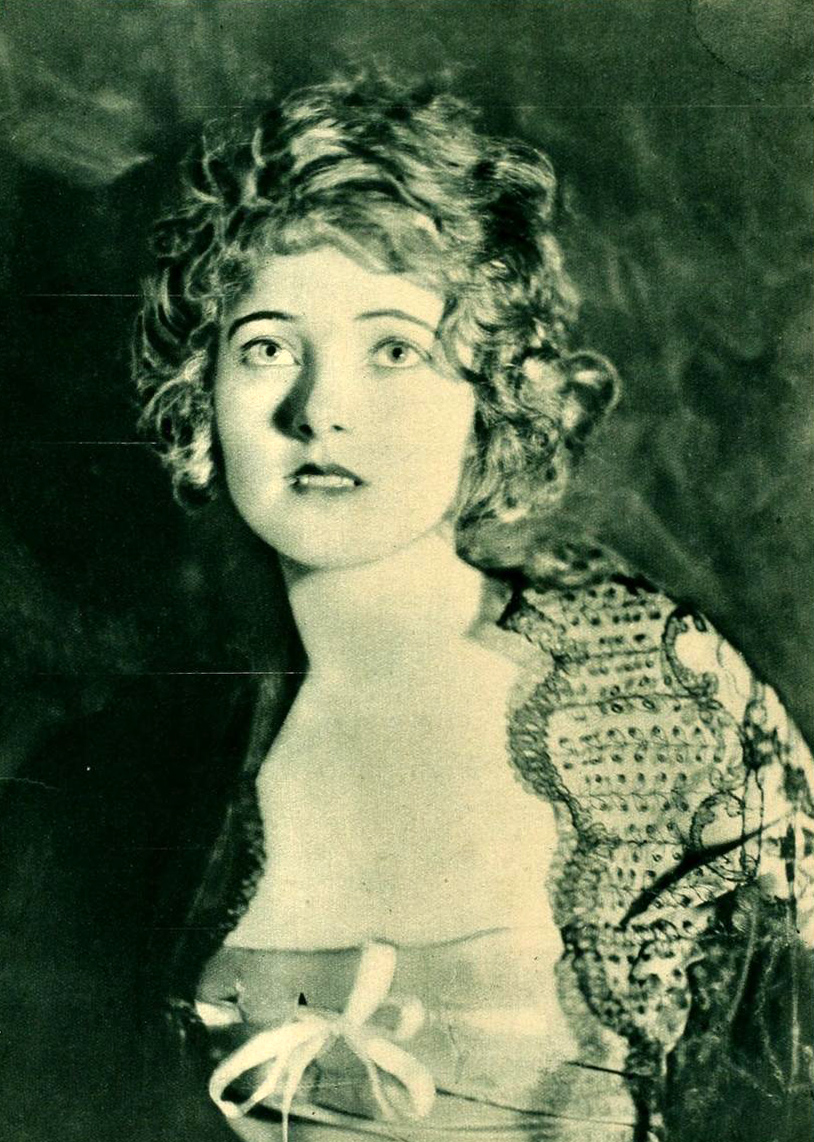
Motion Picture Classic (1920)
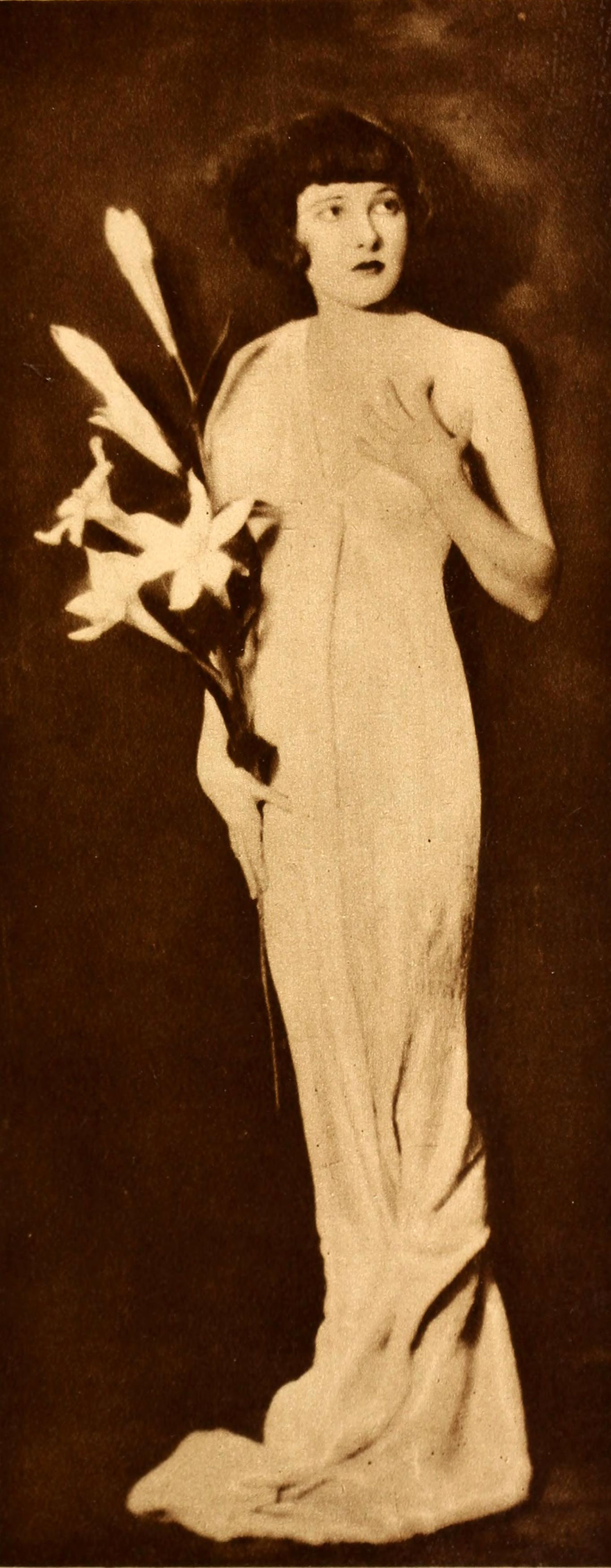
Motion Picture Magazine (1920)
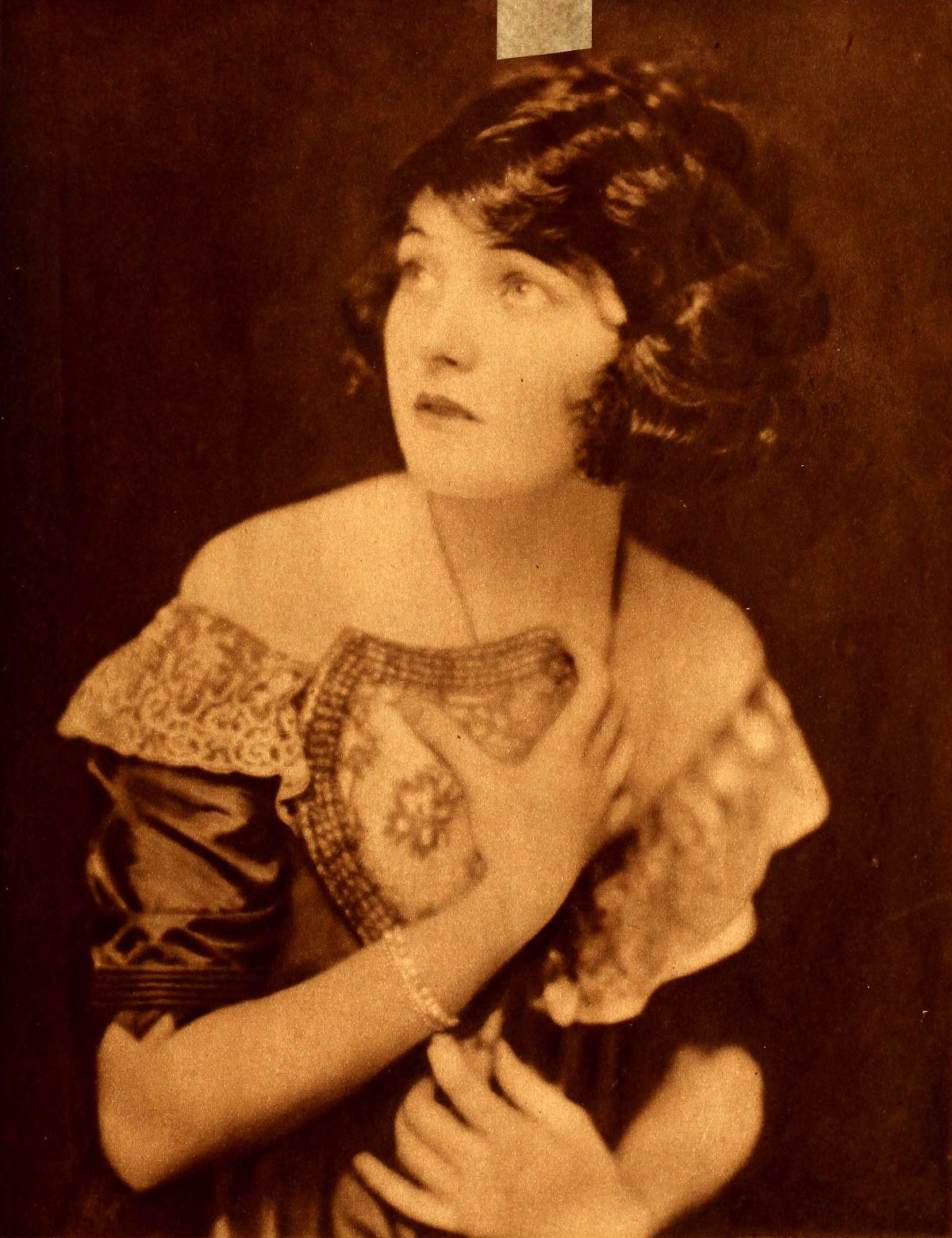
Motion Picture Magazine (1921)
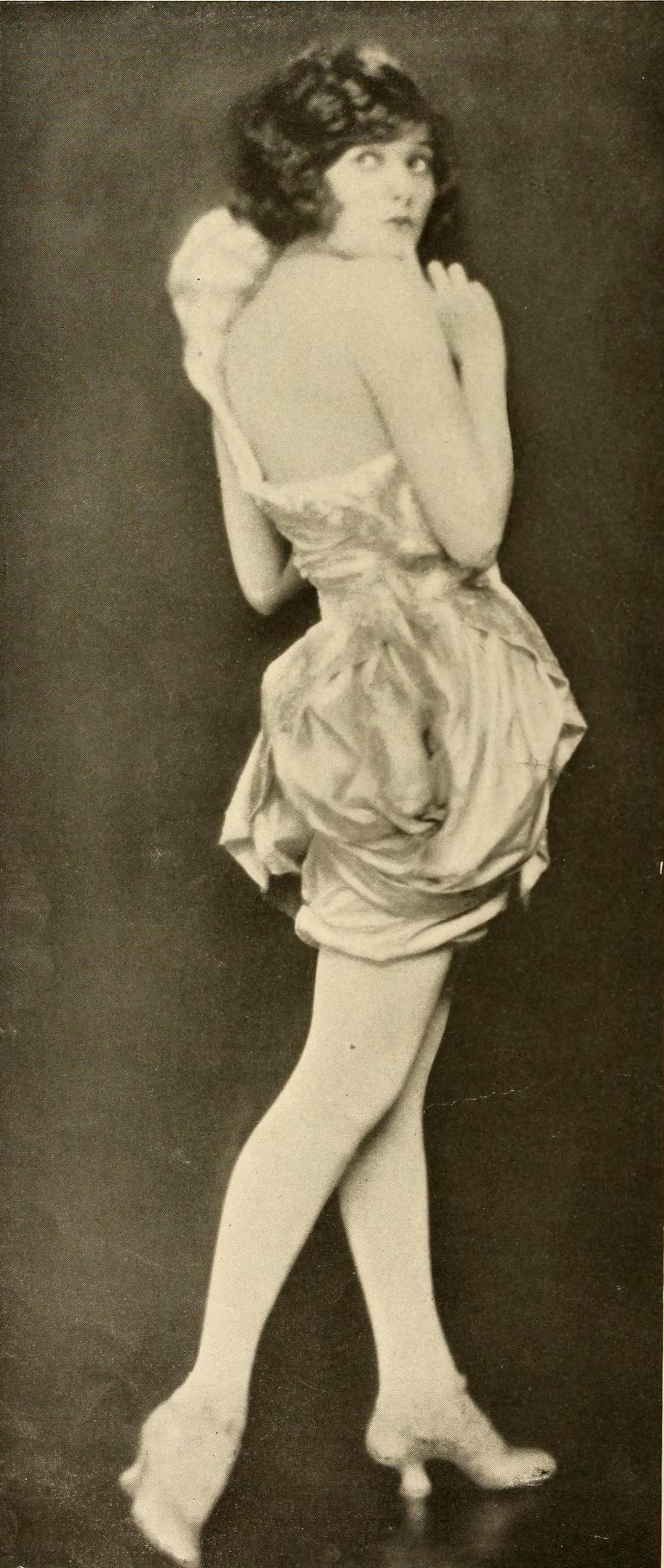
Photoplay (1921)
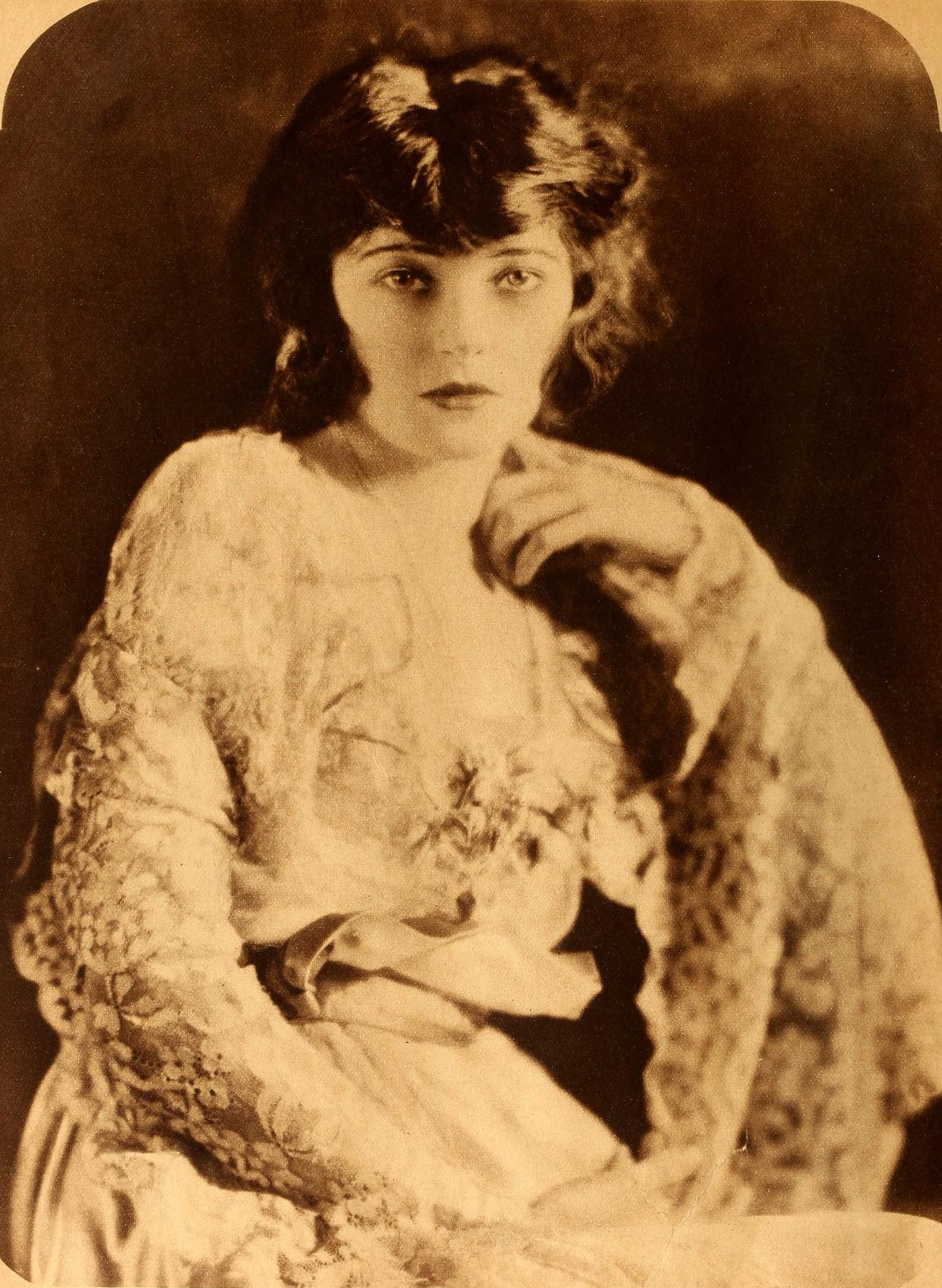
Motion Picture Magazine (1921)
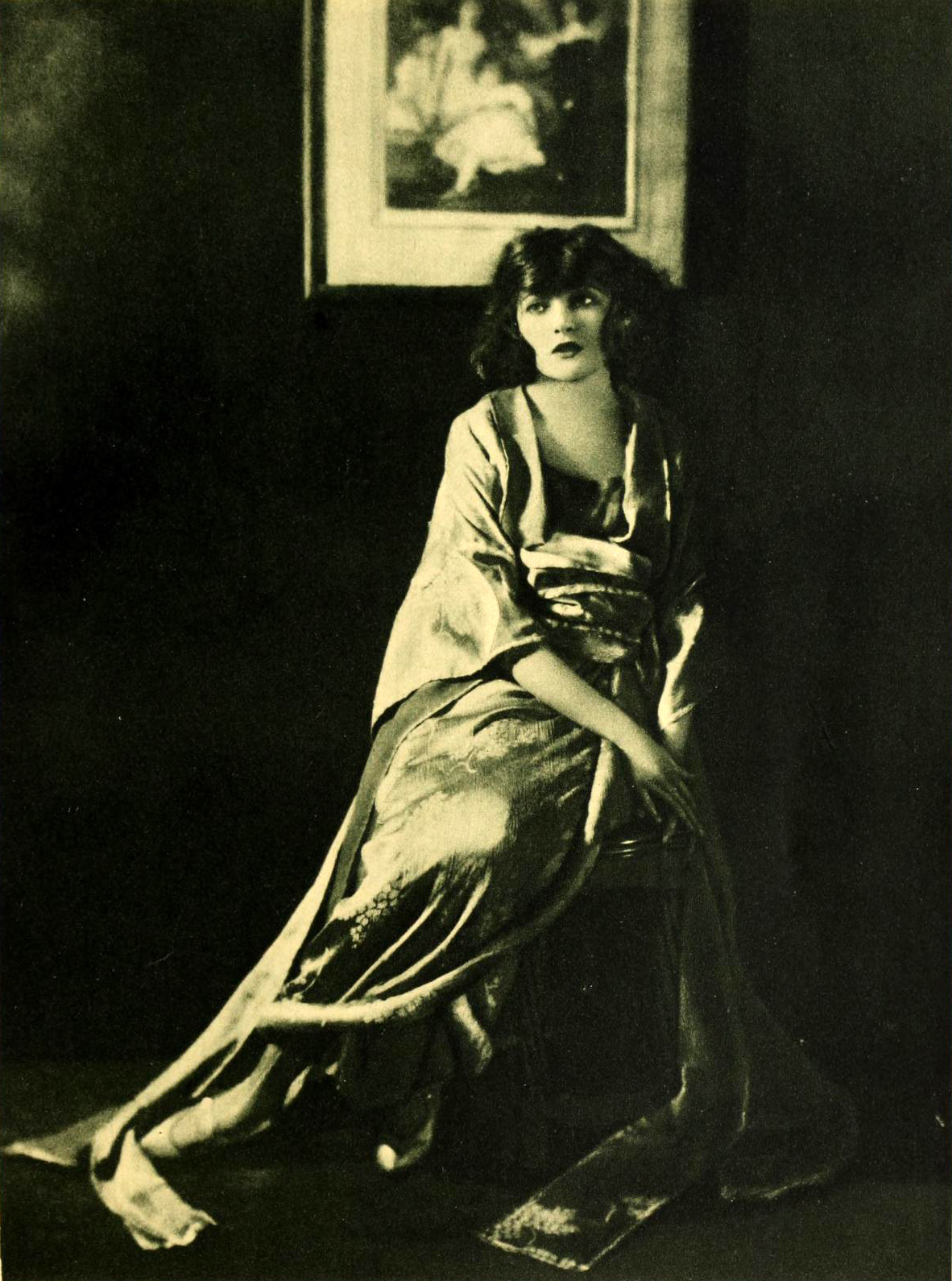
Photoplay (1921)